# ڸ
ڸ — буква расширенного арабского письма. Используется в аварском аджаме. Означает глухой альвеолярный латеральный спирант [ɬ]/. Образована от буква Лям с добавлением ещё трёх точек снизу.

## Использование
В аварской письменности означает глухой альвеолярный латеральный спирант [ɬ]. В современном аварском на основе кириллицы соответствует букве лъ.